# 約翰斯堡 (伊利諾伊州)
約翰斯堡（英語：Johnsburg）是位於美國伊利諾伊州麥克亨利縣的一個村落。

## 地理
約翰斯堡的座標為42°23′09″N 88°14′09″W / 42.38583°N 88.23583°W，而該地最高點為海拔高度229米（即751英尺）。

## 人口
根據2010年美國人口普查的數據，約翰斯堡的面積為19.88平方千米，當中陸地面積為18.35平方千米，而水域面積為1.53平方千米。當地共有人口6337人，而人口密度為每平方千米318人。